# Ваджра

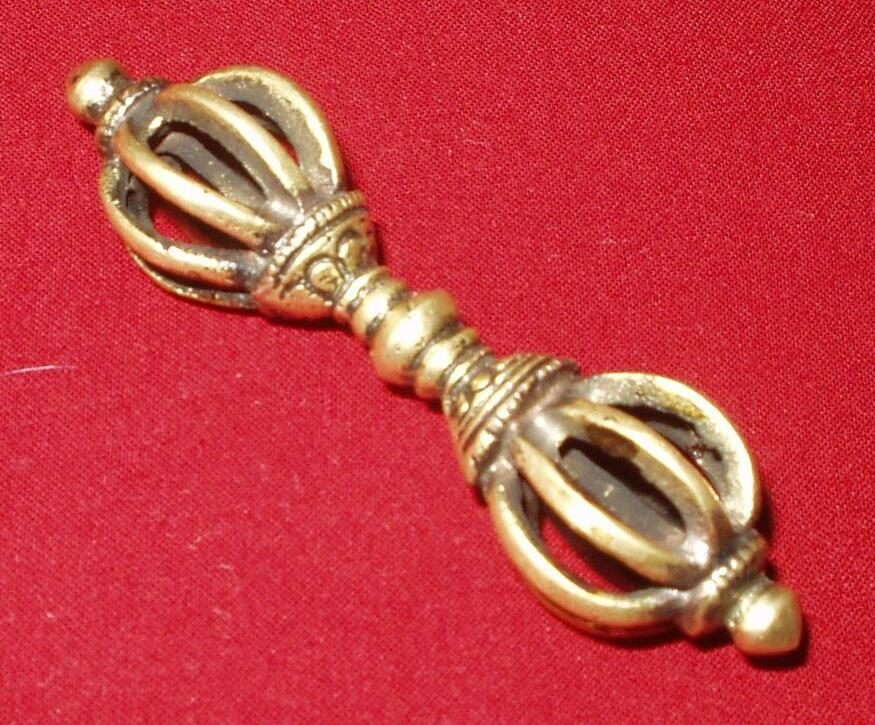
Буддійська ваджра

Ваджра (санскр. वज्र:, блискавка, діамант) або Дорже в буддизмі — у ведичній та індуїстській міфології священна зброя, палиця, жезл або скіпетр, індуїстського бога Індри, яка сполучає в собі властивості меча, булави й списа. Також це ритуальне і міфологічне знаряддя в буддизмі, джайнізмі та індуїзмі. Ваджра символізує силу і твердість духу.
У тибетському буддизмі використовується як символ вищої влади і правосуддя, «шляхетний камінь» і називається дорже (dorje). У китайському та японському буддизмі термін перекладений, відповідно, як jīngāng 金剛 та kongo 金剛.
Кількість променів що сходяться з однієї сторони може бути різна — від 4 до 8.
Існує також Вішва-ваджра (санскр. [Vishvavajra], тиб. [rdo rje rgya gram], [sna tshogs rdo rje]) — Перехрещений діамантовий скіпетр. Зображення Віша-ваджри можна побачити на стінах монастирів, тханках Будд (наприклад Амогхасіддхи), гербі Бутану.

## В індуїзмі

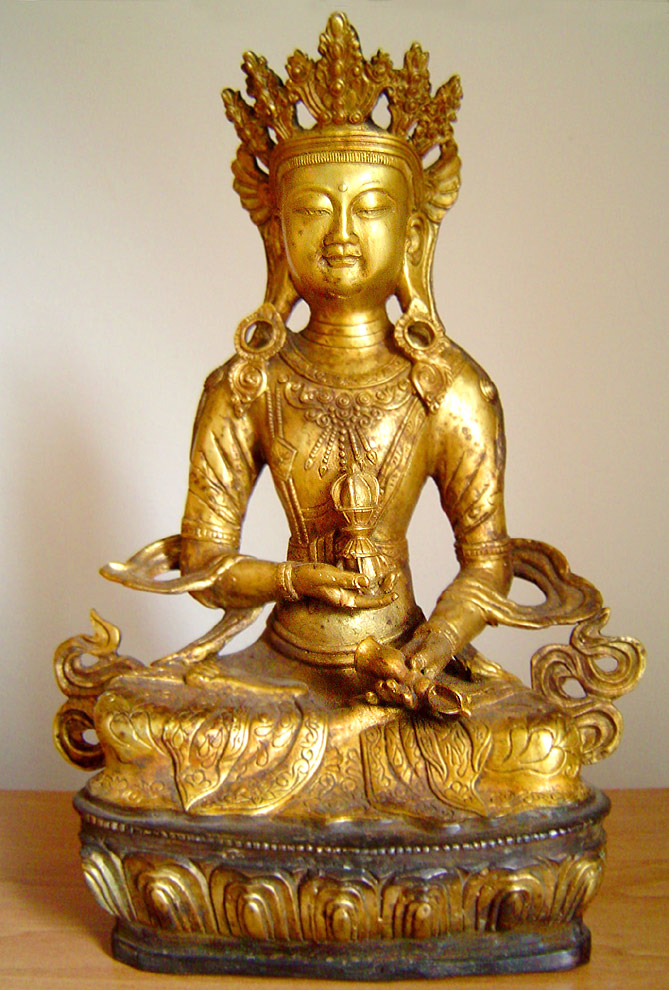
Ваджрасаттва-Будда тримає Ваджру (Дорже) в правій руці і дзвоник у лівій.

Ваджру утворено двома тризубами творця грому і блискавок Шіви після чого вона стала діамантовим скіпетром, який в руках Індри символізує земну владу, а в руках Агні — духовну. Значення діаманту в міфологічному та релігійному вимірах окреслені його фактичною твердістю та традиційним для певних культур ототожненням із духовною силою. Подвійна ваджра символізує грім і блискавку, які демонструють дихотомію сил руйнування-смерті, з одного боку, та запліднення-зародження життя, з іншого. Блискавка — це спис зі світла, що вражає дракона, і сила, яка породжує потомство. Ваджра також символізує вчинки, мотивовані співчуттям. Її руків'я маніфестує світову вісь, що простягнулася поміж небом і землею. Цей символізм розкривається у двох кінцях ваджри, кожна з яких подібна іншій. Подвійна або перехрещена ваджра має символіку, близьку до символіки колеса. Діамант символізує чистоту і непорушність, а також людину, свідомість якої ніщо не може обмежити або потурбувати.

## В буддизмі

Перехрещена або подвійна ваджра міститься в гербі Бутану.

В тантричній традиції тибетського буддизму ваджра символізує вищу владу і правосуддя, є аналогом алхімічного, шляхетного каменю. Також ваджра уособлює чоловічу активну енергію у зв'язку із жіночим пасивним началом, що втілюється в образі дзвіночків. Ваджра і дзвіночки постають єдністю методу (упая) та мудрості (праджня), символізують діяльність, що ґрунтується на співчутті. Діамантовий скіпетр — це божественна сила вчення, трансцендентальна істина і просвітлення. Ваджра тамує всі злі бажання і пристрасті. У власній нездоланності цей символ здатний зруйнувати будь-який феномен у матеріальному чи інших вимірах буття.